# 三花杜鹃
三花杜鹃（学名：Rhododendron triflorum）为杜鹃花科杜鹃花属下的一个种。